# Virtutes Apostolorum
Les Virtutes Apostolorum sont un ensemble de vies apocryphes d'apôtres, écrites en latin et ayant circulé en Occident, vraisemblablement composées dans l'entourage de Grégoire de Tours au VIe siècle.
Au XVIe siècle, l'éditeur Lazius a attribué ce texte à Abdias de Babylone, mentionné dans la notice consacrée à Simon et Jude comme un des 72 disciples de Jésus de Nazareth et premier évêque de Babylone, consacré par Simon et Jude. Cependant aucun manuscrit n'attribue cet ensemble à Abdias.

## Contenu et tradition textuelle
Il s'agit d'un ensemble de textes relatifs aux apôtres. Chaque apôtre ou groupe d'apôtres possède un texte dédié, mais les textes circulent généralement ensemble. 
Cependant la tradition manuscrite ne présente pas un ordre et un choix de notices apostoliques uniformes. Ainsi, certains manuscrits possèdent des notices absentes dans d'autres. En outre pour un apôtre donné, la notice ne présente pas toujours le même texte selon le manuscrit. 
Il existe deux familles principales de manuscrits : la famille Bavaroise et la famille Franque. En outre il existe trois manuscrits non catégorisables dans ces deux familles : les manuscrits latins de Paris 11750 et 12602, et le manuscrit de Munich 22020.
La tradition Bavaroise, dans sa forme principale, contient des textes consacrés à :
- Pierre
- Paul
- (hymne consacré à Pierre et Paul)
- Jacques le Mineur
- Philippe
- André
- Jacques le Majeur
- Jean
- Thomas
- Barthélémy
- Matthieu
- Simon et Jude

La famille Franque, dans sa forme principale, contient des textes consacrés à :
- Pierre et Paul
- André
- Jacques le Mineur
- Jean
- Jacques le Majeur
- Thomas
- Barthélémy
- Simon et Jude
- Philippe

## L'attribution à Abdias de Babylone
Aucun manuscrit n'attribue les Virtutes Apostolorum à Abdias de Babylone, ni d'ailleurs à un autre auteur. Il s'agit d'une attribution effectuée par Lazius lors de son édition. Lazius ajoute une préface qu'il attribue aussi à Abdias, mais dont il est lui-même l'auteur.
L'attribution erronée par Lazius à Abdias est liée à une mauvaise interprétation de la postface de la Passion de Simon et Jude. Celle-ci contient en effet le texte suivant :

« Scripsit autem gesta sanctorum apostolorum Abdias episcopus Babyloniae, qui ab ipsis apostolis ordinatus est, sermone hebraeo, quae omnia a discipulo eiusdem Abdiae, Eutropio nomine, in greco translata sunt. Quae uniuersa nihilominus ab Africano in X. libris descripta sunt. »

Que l'on peut traduire ainsi :

« En outre les faits des saints apôtres ont été écrits par Abdias évêque de Babylone, qui par ces mêmes apôtres a été ordonné, en un sermon hébreu, lesquels faits ont tous été traduits en grec par un disciple du même Abdias, du nom d'Eutrope. Lesquels sont néanmoins décrits entièrement par Africanus en 10 livres. »

Ce texte s'insère après le Passion de Simon et Jude, les apôtres mentionnés sont donc Simon et Jude, et non pas l'ensemble des apôtres des Virtutes Apostolorum. Cependant Lazius a compris que la postface renvoyait à l'ensemble des Virtutes Apostolorum et a donc attribué ce corpus à Abdias.
Lorsque Fabricius reprendra l'édition de Lazius, il conservera l'attribution.
Selon R.A. Lipsius, le travail a été compilé pendant la deuxième moitié du VIe siècle, dans un monastère franc, dans le but de satisfaire la curiosité naturelle de chrétiens occidentaux. En même temps il a utilisé des matériels pseudo-apostoliques beaucoup plus anciens, qu'il a abrégés ou dont il a tiré des extraits pour convenir à son but et souvent les a révisés ou censurés dans le sens de l'enseignement catholique, car souvent les écritures qu'il avait employées étaient à l'origine des compositions gnostiques et ont abondé en discours et prières destinées à répandre cette hérésie.

### Éditions anciennes
- Wolfgang Lazius, Abdiae Babyloniae episcopi et apostolorum discipuli de historia certaminis apostolici libri decem, Bale,1552.
- Johann Albert Fabricius, Acta apostolorum apocrypha, sive historia certaminis apostolici, adscripta Abidia dans Codex Apocryphi Novi Testamenti, Hambourg, 1703, p. 387-742. (reprise de l'Édition de Lazius, mais avec de nouveaux découpages des textes).

### Traductions modernes
Certains Actes sont traduits et présentés par Dominique Alibert, Gisèle Besson, Michèle Brossanrd-Dandré et Simon Claude Mimouni sous le titre Actes Latins des apôtres dans Pierre Géoltrain et Jean-Daniel Kaestli (dir.), Écrits apocryphes chrétiens t.2, Paris, Gallimard (Bibliothèque de la Pléiade), 2005.
Il s'agit des textes  :
- Passion de Jacques, frère du Seigneur (p. 749 ss.)
- Passion de Philippe (p. 763 ss.)
- Passion de Jacques frères de Jean (p. 773 ss.)
- Passion de Barthélémy (p. 791 ss.)
- Passion de Matthieu (p. 811 ss.)
- Passion de Simon et Jude (p. 839 ss.)

À noter que les traducteurs ont fait le choix de traduire à partir de manuscrits non édités (p. 743-744).

### Études
- Rose, Els (éd.), The Apocryphal Acts of the Apostles in Latin Christianity. Proceedings of the First International Summer School on Christian Apocryphal Literature (ISCAL), Strasbourg, 24-27 June 2012, Turnhout, Brepols Publishers, 2014.
- Rose, Els, « Abdias scriptor vitarum sanctorum apostolorum ? The "Collection of Pseudo-Abdias" reconsidered » , Revue d'Histoire des Textes 8 (2013), p. 227-268.
- Rose, Els, «La réécriture des Actes apocryphes des Apôtres dans le Moyen-Âge latin», Apocrypha  22 (2011), p. 135-166.
- Rose, Els, «Pseudo-Abdias and the Problem of Apostle Apocrypha in the Latin Middle Ages: A Literary and Liturgical Perspective», Sanctorum  4 (2007), p. 129-146.